# Дивчі
Дивчі (словен. Divči) — поселення в общині Комен, Регіон Обално-крашка, Словенія. Висота над рівнем моря: 273,7 м.